# Wilson Kenidy Correia Silva
Wilson Kenidy Correia Silva (Luanda, Angola, 2 de febrero de 1993) es un futbolista angoleño. Juega de mediocampista y su equipo actual es el Doxa Katokopias de la Primera División de Chipre.

## Clubes
| Club            | País     | Año           | PJ | Goles |
| --------------- | -------- | ------------- | -- | ----- |
| Belenenses      | Portugal | 2012          |    |       |
| Casa Pia AC     | Portugal | 2012-2015     | 80 | 13    |
| Doxa Katokopias | Chipre   | 2015-presente | 52 | 2     |